# 与那原良暢
与那原親方良暢（よなばるうぇーかたりょうちょう、1698年12月16日 - 1754年10月17日）は、琉球王国の官僚。唐名は馬元烈（ば　げんれつ）を名乗った。馬氏与那原殿内と称される貴族家系の出身。
1748年には尚敬王により、与那原は具志川朝利王子と共に徳川家重の将軍襲職を祝う慶賀使として江戸へ派遣（江戸上り）され、翌年帰沖した。
1752年から1754年にかけては、三司官を務めた。

## 参照
1. ↑  Chūzan Seifu, appendix vol.3
2. ↑  中山王府相卿伝職年譜　向祐等著写本

| 公職            | 公職               | 公職          |
| --------------- | ------------------ | ------------- |
| 先代 座喜味盛秀 | 三司官 1752 - 1754 | 次代 宮平良廷 |